# 新潟県道176号妙法寺停車場線
新潟県道176号妙法寺停車場線（にいがたけんどう176ごう みょうほうじていしゃじょうせん）は、新潟県長岡市内を通る一般県道である。

## 概要

### 路線データ
- 起点：妙法寺停車場（新潟県村田字前田）
- 終点：新潟県長岡市城之丘（新潟県道574号寺泊西山線交点）

## 地理

### 通過する自治体
- 新潟県長岡市

### 接続する道路
- （起点：長岡市村田字前田、「妙法寺駅」前）
- 新潟県道574号寺泊西山線（終点：長岡市城之丘）

### 周辺
- JR越後線 妙法寺駅
- 国道116号（出雲崎バイパス）
- 越後島田郵便局
- 杉山工業
- 日蓮宗本山村田妙法寺